# Regan Burns
Regan Burns, född 14 juni 1968 i Fort Benning, Georgia, är en amerikansk skådespelare och komiker. Han är mest känd för att ha varit programledare för gameshowen Oblivious och har även synts i olika TV-reklamfilmer och program. Han har även medverkat i Disney Channel-serien Dog With a Blog i rollen som Tyler och Chloes pappa Bennett.